# Volvo Aero

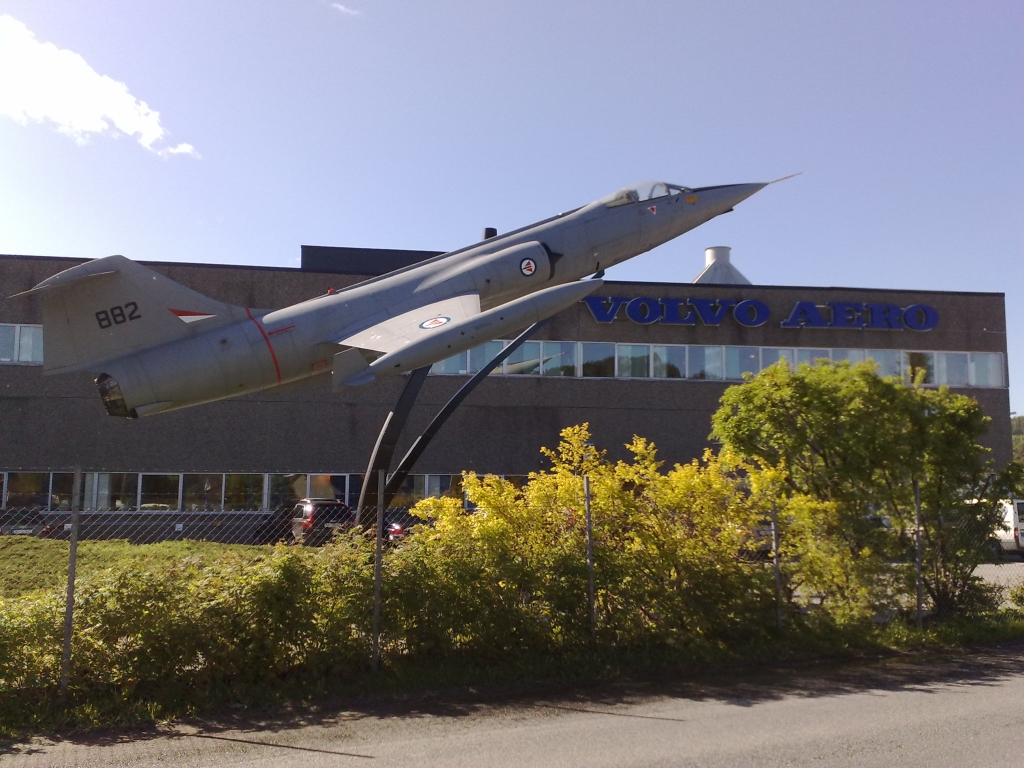
F-104 aufgestellt vor dem Volvo-Aero-Hauptsitz

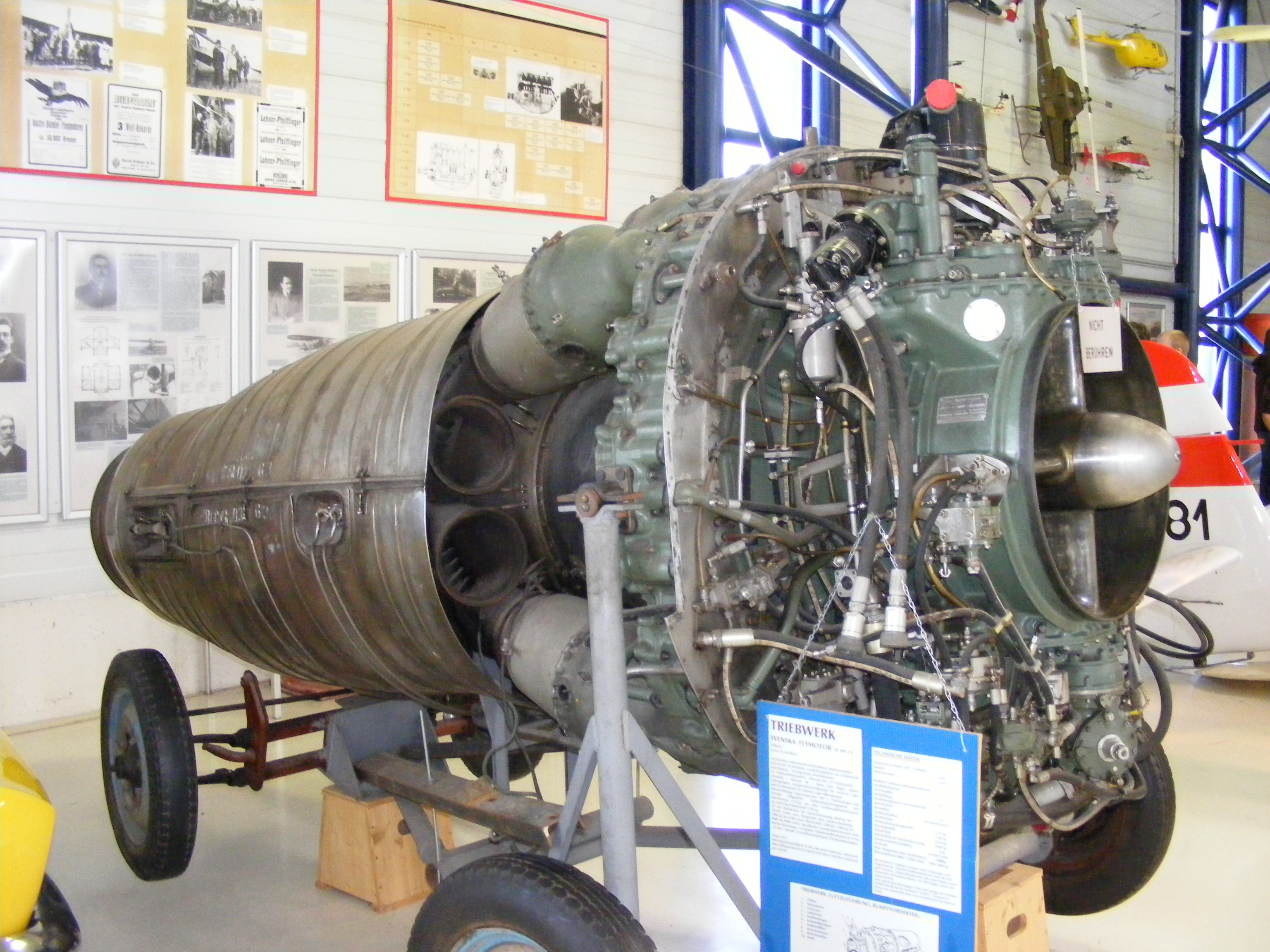
Svenska Flymotoer AB RM 2B

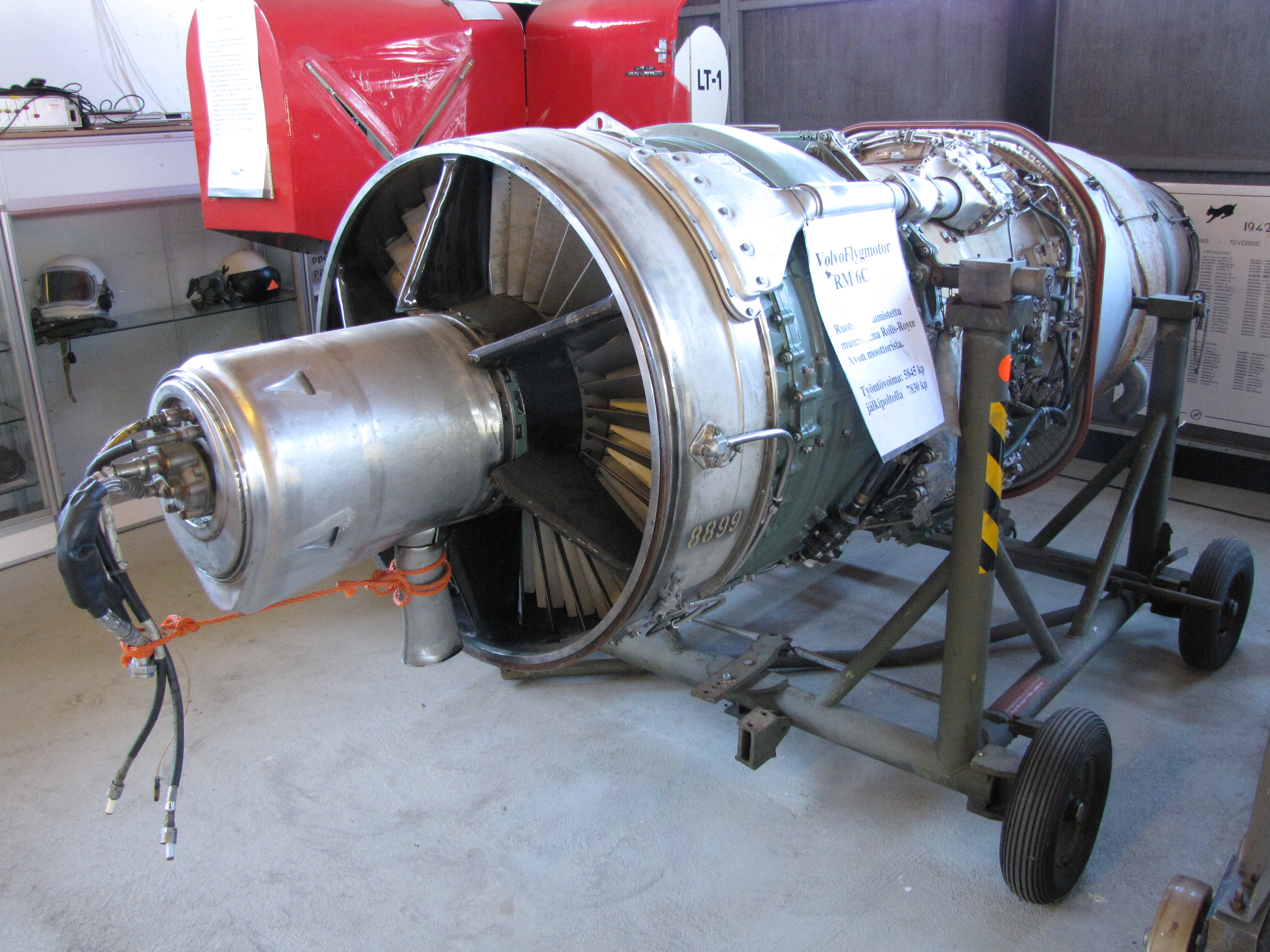
Volvo Flygmotor RM 6C

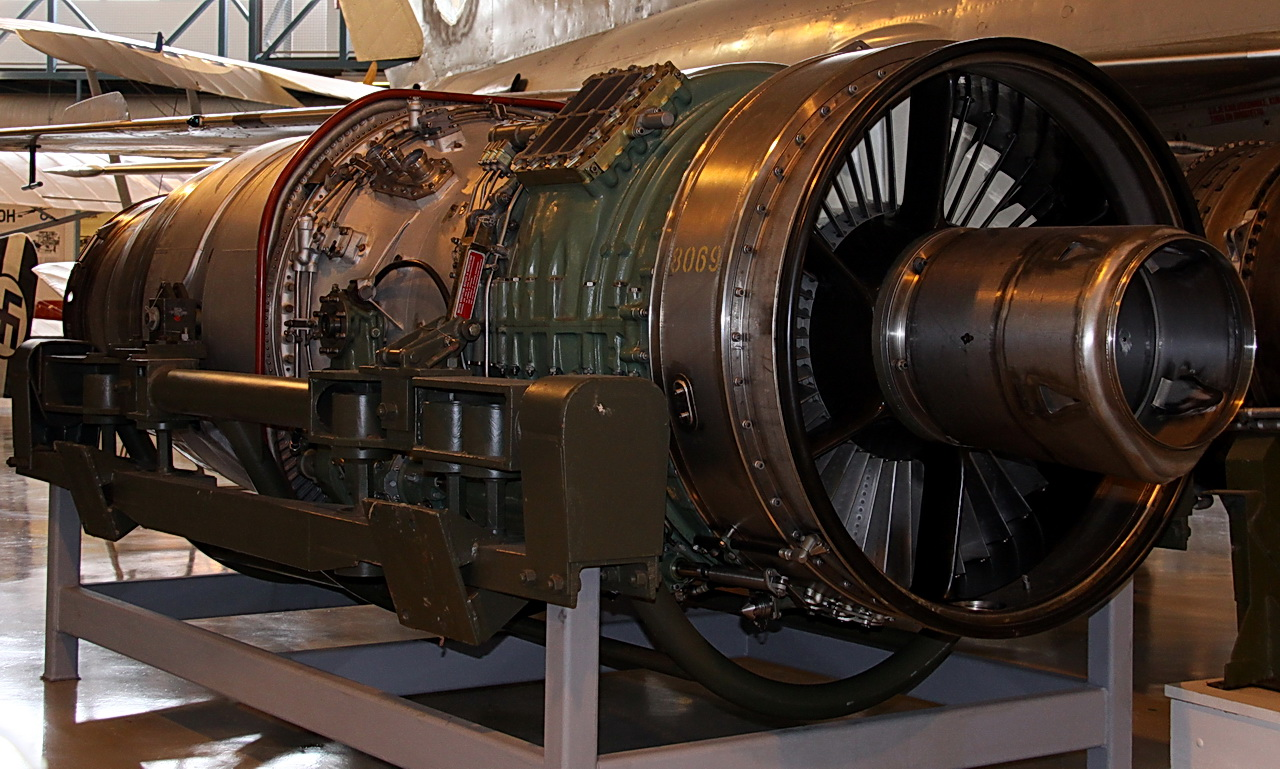
Volvo RM6B

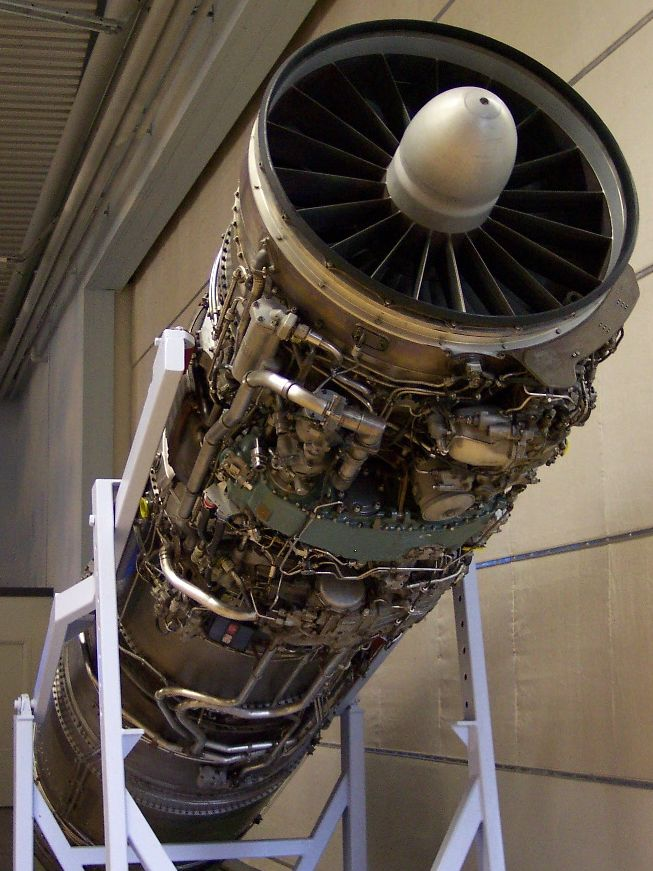
Volvo Flygmotor RM8B

Die Firma Volvo Aero war eine Tochtergesellschaft der Volvo Group (AB Volvo), wurde 2012 von GKN akquiriert und dort in die Aerospace Division eingegliedert.

## Geschichte
1930 wurde in Trollhättan die Nohab Flygmotorfabriker AB als Tochtergesellschaft von Nydqvist och Holm (NOHAB) gegründet, nachdem diese von der schwedischen Luftfahrtbehörde einen Auftrag zur Lieferung von 40 Sternmotoren erhalten hatte. In den 1930er-Jahren wurden Flugzeugmotoren der Typen Bristol Jupiter und Bristol Mercury der Bristol Aeroplane Company in Lizenz gefertigt. 1941 wurde die Nohab Flygmotorfabriker an Volvo und Bofors verkauft und nach der Übernahme in Svenska Flygmotor AB umbenannt. In den 1950er-Jahren arbeitete man mit Rolls-Royce zusammen. 1970 kaufte Volvo die verbleibenden Svenska-Flygmotor-Anteile auf und benannte die Firma nun in Volvo Flygmotor AB um. 1990 erfolgte die Umbenennung in Volvo Aero.

## Produkte

### RM1
In Lizenz gebautes de-Havilland-Goblin-Triebwerk für die Saab 21R. 

### RM2
Als Lizenzbau des de Havilland Ghost für die Saab J-29 Tunnan gefertigt. Eine stärkere Version mit Nachbrenner trug die Bezeichnung RM-2a und leistete 6,175 lbf.

### RM5
Die Lizenzproduktion des Turbojet-Triebwerks Rolls-Royce Avon RA.7 (Series 109) wurde von Volvo Aero als RM5 bezeichnet. In dieser Konfiguration wurde das Triebwerke in der Saab 32 Lansen verwendet.

### RM6
Basierend auf dem Turbojet-Triebwerk Rolls-Royce Avon RA.24R (Series 200) wurde dieses mit einem selbstentwickelten Nachbrenner des Typs Modell 65 verbessert. In dieser Konfiguration wurden die Triebwerke in den Varianten RM6B ab 1956 in Lizenz hergestellt. Es brachte eine Leistung von 76,11 kN Schub. Das weiter verbesserte RM6C entsprach einem Avon der Mk.300-Serie.

### RM8
Die Familie der Turbofantriebwerke Pratt & Whitney JT8D wird lediglich für Zivilflugzeuge wie die Douglas DC-9 verwendet. Mit der Weiterentwicklung von Volvo Aero zum RM8 wurde ein dreistufiger Nachbrenner angebaut. Verwendet wird es etwa bei der Saab 37 Viggen. Das RM8 gibt es in den Varianten RM8A für die Erdkampf- und Aufklärerversionen. Eingeführt wurde das RM8A im Jahre 1967. Das stärkere RM8B-Triebwerk gibt es für die Abfangjägervarianten. Das RM8B hat einen überarbeiteten Fan und einen Niederdruckkompressor sowie auch thermische Verstärkungen. Eingeführt wurde das RM8B 1974.

### RM12
Die General Electric F404, F412 und RM12 sind aus der Familie der Nachbrenner-Turbofan-Triebwerke in der Klasse der 10.500 bis 19.000 lbf, die von GE-Aviation entwickelt wurden. Das in Lizenz hergestellte RM12 ist eine leicht verbesserte Variante. Es wird in der Saab JAS-39 Gripen verwendet.
Technische Daten RM12
- Länge über alles: 4,040 m
- größter Durchmesser: 0,884 m
- Innendurchmesser: 0,709 m
- Leergewicht: 1055 kg
- Bypass-Rate 0,31:1
- max. Schub mit Nachbrenner 80,5 kN
- max. Trockenschub 54 kN